# World Art Delft
Het kunstcentrum World Art Delft (WAD), gelegen aan de zuidrand van Delft in Midden-Delfland, biedt een podium aan hedendaagse internationale kunst, poëzie en educatie. Sinds 1999 worden tentoonstellingen, (kunst)symposia, poëzie-evenementen, working labs en educatieprojecten georganiseerd. De expositieruimte met werkruimtes van WAD ligt centraal in het beeldenpark Land Art Delft.

## Kunst en educatie
Omstreeks viermaal per jaar vindt een groeps-, solotentoonstelling, of kunstsymposium plaats, waaraan sinds 1999 ca. 60 kunstenaars hebben bijgedragen. Bij het jaarlijkse kunstsymposium wordt een groep kunstenaars uit binnen- en buitenland uitgenodigd om zich gezamenlijk te laten inspireren door één thema en elkaars cultuur. Bij deze symposia wordt in toenemende mate samengewerkt met Land Art Delft.
Aan tentoonstellingen zijn geregeld kunsteducatieprojecten gekoppeld voor jongeren van het basis-, voortgezet en universitair onderwijs, en worden er kunstcursussen voor volwassenen georganiseerd.

## Poëzie en muziek
WAD organiseert sinds 2008 jaarlijks een Dag van de Poëzie waarbij dichters een voordracht of performance geven. Tot nu toe (2016) hebben daarbij opgetreden o.a. Remco Campert, Jules Deelder, Tsead Bruinja, Arjen Duinker, Nico Dijkshoorn, Mohamed Abu Leil, Coen Peppelenbos en Sieger Baljon. Al dan niet in combinatie met een activiteit vinden galerieconcerten of muzikale optredens plaats.

## Stichting World Art Delft
WAD is een stichting met ANBI-status die op projectbasis donaties werft. Naast een jaarlijkse subsidie van de gemeente Delft, heeft WAD sinds haar oprichting geldelijke bijdragen ontvangen van o.a. Fonds 1818, het VSB fonds, Prins Bernhard Cultuurfonds Zuid-Holland, Stichting Nijland, SNS Reaalfonds, Vrienden van WAD en ArtCentre Delft.
Naast directeur en bureau- en projectmedewerkers, drijft de organisatie op een groot aantal vrijwilligers, dat zich inzet voor educatieve activiteiten en als gastheer en -vrouw optreden bij tentoonstellingen. Voorzitter van de stichting WAD tot 2017 is ir. Max van der Laan, oud-directeur Universiteitsfonds van de Technische Universiteit Delft.